# Tàntal (fill de Zeus)

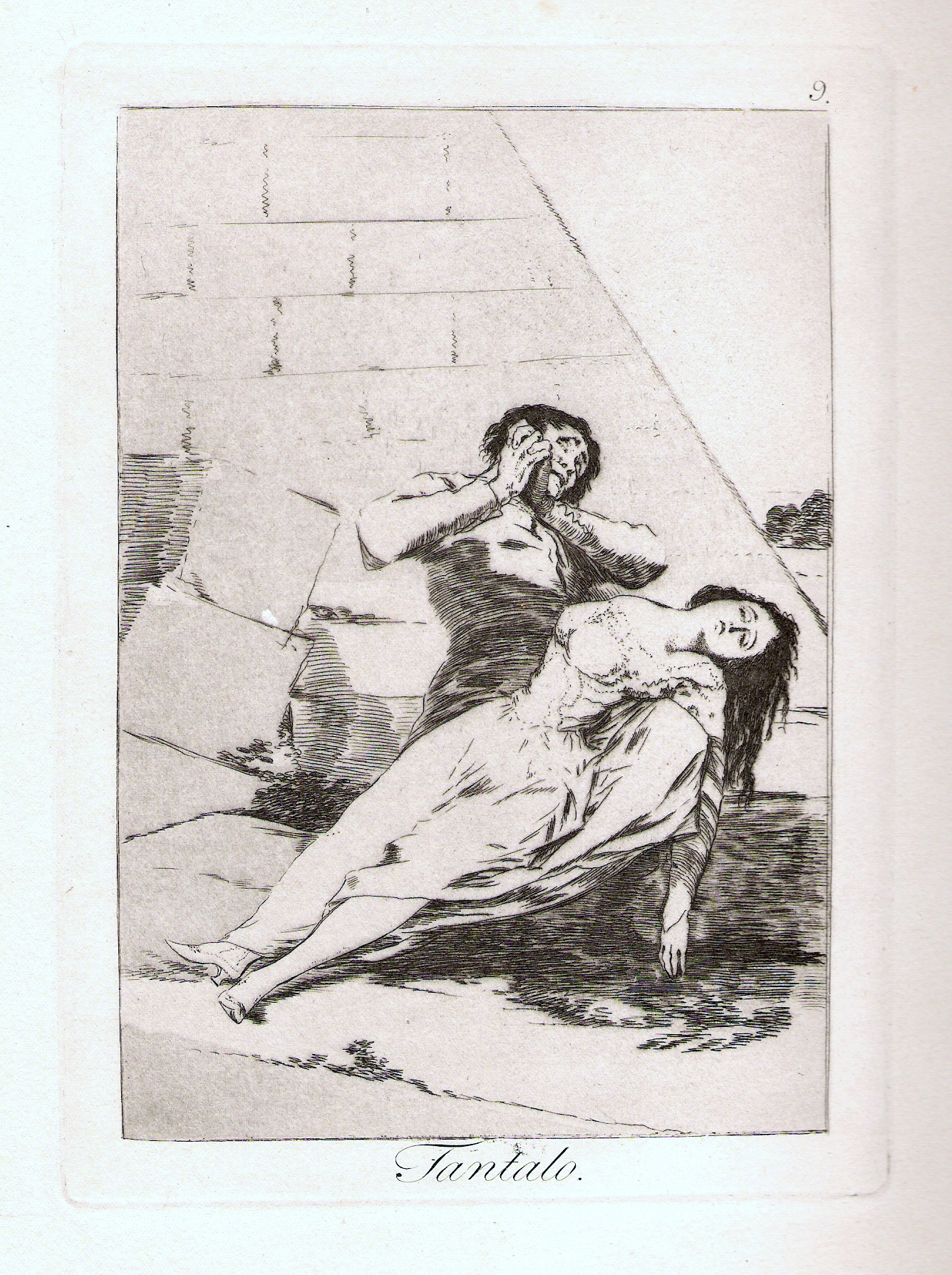
Tàntal (obra de Francisco de Goya)

Tàntal (en llatí, Tantalus; en grec antic, Τάνταλος), fou un rei de Frígia o de Lídia, fill de Zeus i de la nimfa Pluto, segons la mitologia grega.
Fou governant d'una ciutat de la part occidental d'Anatòlia, anomenada pel seu nom com a Tantalis («la ciutat de Tàntal») i també com a Sipilos, per referència al mont Sipilos, al peu del qual hi havia la ciutat. Les ruïnes d'aquesta ciutat encara eren visibles al segle i, per bé que avui dia gairebé no en queden restes. Pausànias afegeix que hi havia un port anomenat també Tantalis, i un sepulcre a la mateixa regió. S'havia casat amb una de les filles d'Atles, la plèiade Dione. Però se li coneixia una altra esposa, Eurianassa, la filla del déu-riu Pactol. Alguns mitògrafs fan muller seva Clícia, filla d'Amfidamant i Estèrope, una altra plèiade.
Els seus fills són Pèlops, Níobe i Broteas. De vegades també es pare de Dàscil. Així, Tàntal era un personatge diví i humà.
Tàntal és considerat sovint com a frigi, rei de Frígia i fundador de la dinastia anomenada tantàlida, si bé els seus dominis estaven a la futura Lídia i no a Frígia, i molts historiadors el consideren de la casa reial de Lídia i, de fet, altres versions esmenten el seu pare com a Tmolos, nom d'un rei de Lídia.
Les accions de Tàntal narrades per la tradició són més aviat insignificants. Va cometre perjuri quan no va lliurar Hermes el gos de Zeus que li havia confiat Pandàreu, cosa que va desencadenar la còlera de Zeus, que el va tancar sota el mont Sipilos abans de precipitar-lo a l'Hades. Una altra tradició el posava en relació amb Ilos, el fundador de la primera Troia, amb qui es va barallar i per qui va ser expulsat de l'Àsia Menor. Un altre episodi el presenta com a raptor de Ganimedes.
Els déus l'honoraren amb la seua confiança, i l'admetien als seus banquets. Però els va trair revelant a la gent els seus secrets o, segons una altra versió, robant nèctar i ambrosia del seu rebost. Finalment, per posar-los a prova, els convidà a un banquet i els serví la carn del seu propi fill, igual que Licàon, però els déus se n'adonaren. Precipitat al Tàrtar, estava condemnat a patir eternament set i fam al mig d'un estany que el cobria fins al coll, però que s'assecava si abaixava el cap, i a sota d'unes branques carregades de fruita, però que el vent s'enduia si aixecava les mans. Una altra descripció del càstig diu que era a l'infern col·locat sota d'una enorme pedra sempre a punt de caure però que es mantenia en etern equilibri.